# Aulonocara jacobfreibergi
Aulonocara jacobfreibergi (Johnson, 1974) è un pesce d'acqua dolce, appartenente alla famiglia Cichlidae.

## Distribuzione e habitat
Questa specie è endemica del lago Malawi, vive in acque relativamente profonde, su fondali sabbiosi.

## Descrizione
Questo pesce raggiunge al massimo i 15 cm e il dimorfismo sessuale è abbastanza marcato perché il maschio è più grande, colorato e ha le pinne più lunghe. È caratterizzato da fossette sensorie meno sviluppate rispetto alle altre specie del genere, e in natura vive in folti gruppi (anche 100 individui) composti esclusivamente da femmine e da un solo maschio adulto dominante, difendendo il proprio territorio all'interno delle piccole caverne dal fondo sabbioso dove generalmente vive.

## Riproduzione
Questi ciclidi sono incubatori orali, quindi la femmina tiene le uova in bocca finché non si schiudono.  Questa specie non costruisce nidi di sabbia, preferendo, come sito di riproduzione, le fessure della roccia poste sulle pareti delle grotte o, semplicemente, il substrato delle medesime. La femmina depone fino a 50 uova.

## Conservazione
Viene classificato come "a rischio minimo" (LC) dalla lista rossa IUCN perché non è minacciato da particolari pericoli a parte la pesca che però non è così intensiva da mettere a rischio la specie.